# Acide styphnique
L'acide styphnique, ou 2,4,6-trinitro-1,3-benzènediol, est un acide jaune astringent qui forme des cristaux hexagonaux. Il est utilisé dans la synthèse de teintures, pigments, encres, médicaments et explosifs tels que le styphnate de plomb. Il est lui-même un explosif assez peu sensible, semblable à l'acide picrique, mais il explose lors d'un chauffage brutal.

## Préparation et chimie
Il peut être préparé par nitration du résorcinol avec un mélange d'acide nitrique et d'acide sulfurique. Ce composé est un exemple de trinitrophénol.
Comme l'acide picrique, c'est un acide relativement fort, capable de déplacer le dioxyde de carbone de solutions de carbonate de sodium, par exemple.
On peut le faire réagir avec des oxydes faiblement basiques comme ceux du plomb et de l'argent pour former les sels correspondants.
La solubilité des acides picrique et styphnique dans l'eau est bien plus faible que celle des phénols non nitrés, et moindre que celle des composés mono- et dinitrés correspondants, ils peuvent donc être purifiés par cristallisation fractionnée.